# Pitcairnia caduciflora
Pitcairnia caduciflora är en gräsväxtart som beskrevs av Werner Rauh och Elvira Angela Gross. Pitcairnia caduciflora ingår i släktet Pitcairnia och familjen Bromeliaceae. IUCN kategoriserar arten globalt som starkt hotad. Inga underarter finns listade i Catalogue of Life.